# Acomys cilicicus
Il topo spinoso turco (Acomys cilicicus  Spitzenberger, 1978) è un roditore della famiglia dei Muridi endemico della Turchia.

## Descrizione

### Dimensioni
Roditore di piccole dimensioni, con la lunghezza della testa e del corpo tra 104 e 121 mm, la lunghezza della coda tra 102 e 117 mm, la lunghezza del piede tra 16 e 18 mm e un peso fino a 48 g.

### Aspetto
La pelliccia è densamente spinosa, le parti superiori sono grigio scure con dei riflessi violacei,  i fianchi sono marroni chiari mentre le parti inferiori sono bianco-giallastre. La linea di demarcazione lungo i fianchi è netta. Il muso è appuntito. La coda è più corta della testa e del corpo e dello stesso colore del dorso. Il numero cromosomico è 2n=36.

## Biologia

### Comportamento
È una specie terricola.

### Riproduzione
Sono state osservate femmine con due embrioni, mentre una con uno soltanto è stata catturata nel mese di luglio.

## Distribuzione e habitat
Questa specie è conosciuta soltanto in una località a sud-ovest di Mersin, lungo le coste meridionali della Turchia.

## Conservazione
La IUCN Red List, considerato che questa specie potrebbe essere sinonimo di Acomys cahirinus e necessita quindi di ulteriori informazioni, classifica A.cilicicus come specie con dati insufficienti (DD).